# Gazoduc Tabriz-Ankara
Le gazoduc Tabriz-Ankara est un gazoduc qui relie sur 2 577 kilomètres Tabriz en Iran à Ankara en Turquie. Il a ouvert le 26 juillet 2001.

## Caractéristiques techniques
La section turque, exploitée par BOTAŞ, a coûté 600 millions de dollars américains. L'importation annuelle turque consiste en 11 milliards de mètres cubes de gaz naturel.

## Histoire
La construction du gazoduc a commencé en 1996 après la signature d'un accord sur le gaz entre les gouvernements turc et iranien. L'accord sur le gaz a été signé le 30 août 1996. Le gazoduc a été mis en service le 26 juillet 2001.
Le gazoduc Iran-Turquie aurait été dynamité à plusieurs reprises par des combattants du PKK.
Le 1er janvier 2008, l'Iran a réduit les fournitures de gaz à la Turquie et le 7 janvier 2008, les fournitures de gaz ont été arrêtées en raison de la coupure des fournitures de gaz du Turkménistan. L'approvisionnement a été rétabli le 27 janvier 2008.
L'approvisionnement a de nouveau été interrompu en février 2008 en raison de mauvaises conditions météorologiques.